# Burg Hohentann
Burg Hohentann bezeichnet Fundamentreste und den Burgstall einer Stauferzeitlichen Spornburg beim Einödhof Hohentann, einem Gemeindeteil des Marktes Altusried im bayerisch-schwäbischen Landkreis Oberallgäu. Die Burg steht westlich, nahe bei Kimratshofen, gehört aber zur Gemarkung Muthmannshofen. Heute erinnert an die auf 835 m ü. NN liegende Burgstelle nur noch ein Gedenkstein.

## Geschichte
Die frühe Geschichte der Burg Hohentann ist bis heute nicht bekannt, weder gibt es Nachweise über die Erbauungszeit, wer sie einst errichten ließ, oder wessen Stammsitz die Burg zu dieser Zeit war. Ein frühester Hinweis auf die Burg sind vier im Jahr 1144 urkundlich genannte Brüder, die den Namenszusatz von Tanne trugen. Sie übergaben damals drei ihrer Hörigen an das Fürststift Kempten. Ob diese Brüder aber sicher mit der Burg Hohentann in Verbindung gebracht werden können, ist nicht sicher, möglicherweise stammten sie auch von der Burg Alttann nordöstlich von Ravensburg. Ein weiteres Geschlecht das als Burgherren in Frage kommt, sind die Vasallen Rudolf und Berthold von Erkentann, sie dienten dem Kloster Ottobeuren.
Erste sichere Nachrichten von der Burg stammen aus dem Jahr 1268, als drei von der Burg Hohenegg bei Ebratshofen stammende Brüder Berthold, Rudolf und Konrad von Hohenegg ihre Herrschaft teilten, und Konrad in den Besitz der Herrschaft Hohentann kam.
Die reiche Herrschaft Hohentann umfasste neben der Burg, der Burgmühle und den Bauhof noch Untertanen und Güter in Frauenzell und Muthmannshofen sowie die Obere und die Untere Mühle, den Meierhof, eine Taverne, die Badstube und zehn weitere Güter in Legau. Auch in Kimratshofen befanden sich zur Herrschaft gehörige Untertanen, ein Meierhof, eine Mühle, eine Taverne und weitere acht Güter. Weitere Güter befanden sich in den Weilern Grünenbach, Hettisried und Käsers, sowie Höfe und Leute in Grund, Strimo, Schreiloch, Auf der Halde bei Durach, Leuten, Staudach, Aigholz, Lanholz, Witzenberg, Wigelis, Zirs und Engelharz. Zur Herrschaft gehörte auch die Niedere Gerichtsbarkeit.
Konrad nannte sich allerdings erst spätestens 1290 nach der Burg, wie auf einem Siegel aus der Zeit zu sehen ist. Ihm folgte sein Sohn Rudolf, er huldigte 1322 dem Bayernherzog Ludwig, wofür er die Stadtsteuer von Kempten verschrieben bekam. Auch seine Söhne, der gleichnamige Rudolf und Hans, genannt der Mönch, von Hohentann, kamen in den Besitz der Herrschaft Hohentann.
Das Hohentanner Geschlecht geriet auf Grund einer Fehde mit dem Bischof, dem Domkapitel und der Stadt Augsburg in finanzielle Schwierigkeiten, und musste die Herrschaft 1413 für 9000 Pfund Heller an Berthold von Heimenhofen veräußern. Die Haimenhofer, deren Stammsitz die Burg Heimenhofen bei Sonthofen liegt, teilten noch im selben Jahr ihren Besitz auf, wobei Berthold einen größeren Anteil an der Herrschaft Hohentann erhielt, und sein Bruder Ulrich einen geringeren. Trotzdem saß aber Ulrich auf der Burg und nannte sich auch danach: Ulrich von Heimenhofen zu Hohentann. Bei einem Brand 1454 in der Burg gingen den Heimenhofern wichtige Urkunden verloren, in denen ihnen Rechte zugesprochen wurden. Sie wurden ihnen von Kaiser Friedrich III. erneut bestätigt. Auch die Burg wurde kurz darauf wieder instand gesetzt.
Mit dem kinderlosen Tod von Hieronymus von Heimenhofen zu Hohentann starb 1498 die Linie zu Hohentann aus, die Herrschaft gelangte an seine Erben, die Herren von Heimenhofen bei Sonthofen. Die Heimenhofer verpfändeten 1499 die Herrschaft dann aber an den Tiroler Kanzler Cyprian von Sarnstein. Er verpfändete die Herrschaft schon 1502 für 7000 Gulden an das Fürststift Kempten weiter, und da er es nicht wieder einlöste, blieb sie auch im Besitz des Stiftes. Das Stift richtete dort eine Vogtei ein, der erste Vogt war Erhard von Königsegg.
Am 9. April 1525 wurde die Burg Hohentann während des Bauernkrieges von den aufständischen Bauern eingenommen und ausgeplündert. Sie ließen den damaligen Vogt Hans Wernher von Raitnau samt seiner Frau und seinen Kindern sowie seinem Besitz nach Leutkirch im Allgäu abziehen, allerdings musste er seine Pferde den Bauern überlassen.
1529 war der Frauenzeller Pfarrer Andreas Öder auf der Burg eingesperrt, der Fürstabt von Kempten ließ ihn gefangen nehmen, da der Pfarrer den neuen protestantischen Glauben predigte. Von Hohentann kam Öder auf die Burg Meersburg, wo er, da er seinen Glauben nicht widerrufen wollte, auf dem Scheiterhaufen verbrannt wurde.
Für das Jahr 1595 sind Reparaturen des gesamten Dachwerkes, des Turmes sowie der Brücke zur Burg bekannt.
1642 wurde die Vogtei Hohentann aufgelöst und in ein Pflegamt für neun Gemeinden umgewandelt. Nachdem die Unterhaltskosten für die Burg als Pflegamtssitz zu teuer wurden, wurde der Amtssitz in das Schloss in Lautrach verlegt. Die Burg Hohentann wurde daraufhin nicht mehr bewohnt, und verfiel. Nach der Auflösung des Stiftes im Zuge der Säkularisation im Jahr 1803 wurde die Burg als Steinbruch verkauft.
Bis in die 1980er Jahre wurde am Halsgraben eine Kiesgrube unterhalten, die die Burg auf die Hälfte ihrer einstigen Größe verkleinerte.

## Beschreibung
Die Burgruine, von der heute nur noch sehr wenige Reste sichtbar sind, befindet sich auf einem nach Nordwesten gerichteten Bergsporn des Langenberges, der auf drei Seiten steil zu Tal abfällt. Zum Spornende sowie zur Hochfläche des Berges wird die Burgstelle durch je einen Graben gesichert. Die etwa 20 mal 40 Meter messende Burgfläche ist durch den Kiesabbau stark gestört, in diesem Bereich der Burg befand sich auch ein Brunnen, der beim Abbau zugeschüttet wurde. Auf dem etwa rechteckigen Burghügel sind noch Grundmauerreste von einstigen Gebäuden erhalten. An der Ostseite des Burghügels liegt ein tiefergelegenes Plateau mit den Maßen von 12 mal 8 Meter, hier befand sich ein weiteres Gebäude, dass wie auf alten Ansichten zu sehen ist, außerhalb der Ringmauer stand.
Die heutige Einöde Hohentann ist der ehemalige Bauhof der Burg, auch die südöstlich gelegene Holzmühle gehörte einst zur Burg. Der frühere Zugang zur Burg erfolgte von Südosten, durch eine Brücke über den Graben.